# S. Robson Walton
Samuel Robson Walton (Tulsa, Oklahoma; 28 de octubre de 1944) es un empresario estadounidense. Es supervisor del consejo de directores ("Chairman of the Board of Directors") de Walmart, la mayor cadena de supermercados del mundo.
Samuel Robson Walton es el hijo mayor de Sam Walton y Helen Robson Walton. Se hizo cargo de la dirección de Wal-Mart, empresa fundada por su padre, la empresa con más volumen de ventas del mundo y 1,6 millones de empleados (2004). Según la revista Forbes en la edición de 2017, ocupó el puesto 16 entre las fortunas del mundo con 36.5 miles de millones de dólares.

## Biografía
Rob Walton nació el 28 de octubre de 1944 en Tulsa, Oklahoma, siendo el mayor de cuatro hijos de Sam Walton (1918–1992), cofundador de Wal-Mart y Helen Walton (1919– 2007). Tiene un hermano menor, Jim Walton, y una hermana menor, Alice Walton. Otro hermano, John Walton, murió en 2005.
Walton asistió a The College of Wooster y se graduó de la Universidad de Arkansas en 1966 con una licenciatura en administración de empresas, donde también fue miembro de la fraternidad Lambda Chi Alpha. Recibió su título de Juris Doctor de la Facultad de Derecho de Columbia en 1969. Walton también es miembro del consejo de administración de The College of Wooster.
Después de graduarse, Walton se convirtió en miembro del bufete de abogados que representaba a Wal-Mart, Conner & Winters en Tulsa, Oklahoma. En 1978, dejó Tulsa para unirse a Wal-Mart como vicepresidente senior, y en 1982, fue nombrado vicepresidente. Fue nombrado presidente de la junta directiva el 7 de abril de 1992, dos días después de la muerte de su padre.
Junto con sus hermanos, ha donado alrededor de $ 2 mil millones a la Walton Family Foundation de 2008 a 2013.

## Vida personal
Tiene 3 hijos. 
Cuando salió de Tulsa en 1978, Walton tenía tres hijos, se divorció de su primera esposa y se volvió a casar con Carolyn Funk. Él y Carolyn solicitaron el divorcio en 2000. Se casó con su tercera esposa, Melani Lowman-Walton, en 2005.
Es un coleccionista de automóviles.